# توماس ابی
توماس ابی (انگلیسی: Thomas Abbey؛ زادهٔ ۱۶ اوت ۱۹۹۳) بازیکن فوتبال است.
وی همچنین در تیم‌های ملی فوتبال زیر ۲۰ سال غنا و غنا بازی کرده‌است.